# Пайнвуд-Естейтс (Техас)
Пайнвуд-Естейтс (англ. Pinewood Estates) — переписна місцевість (CDP) в США, в окрузі Гардін штату Техас. Населення — 1641 особа (2020).

## Географія
Пайнвуд-Естейтс розташований за координатами 30°10′26″ пн. ш. 94°19′18″ зх. д. / 30.17389° пн. ш. 94.32167° зх. д. (30.173916, -94.321773). За даними Бюро перепису населення США в 2010 році переписна місцевість мала площу 34,33 км², з яких 34,16 км² — суходіл та 0,17 км² — водойми.

## Демографія
Згідно з переписом 2010 року, у переписній місцевості мешкало 1678 осіб у 600 домогосподарствах у складі 529 родин. Густота населення становила 49 осіб/км². Було 621 помешкання (18/км²). 
Расовий склад населення:
| - 95,1 % — білих - 1,3 % — чорних або афроамериканців - 0,5 % — корінних американців - 0,5 % — азіатів - 1,7 % — осіб інших рас |

До двох чи більше рас належало 1,0 %. Іспаномовні становили 5,9 % усіх жителів.
За віковим діапазоном населення розподілялося таким чином: 23,7 % — особи молодші 18 років, 64,6 % — особи у віці 18—64 років, 11,7 % — особи у віці 65 років та старші. Медіана віку мешканця становила 45,1 року. На 100 осіб жіночої статі у переписній місцевості припадало 106,7 чоловіків; на 100 жінок у віці від 18 років та старших — 101,9 чоловіків також старших 18 років.
Середній дохід на одне домашнє господарство становив 205 905 доларів США (медіана — 130 500), а середній дохід на одну сім'ю — 230 846 доларів (медіана — 131 464). За межею бідності перебувало 1,3 % осіб, у тому числі 0,0 % дітей у віці до 18 років та 0,0 % осіб у віці 65 років та старших.
Цивільне працевлаштоване населення становило 853 особи. Основні галузі зайнятості: освіта, охорона здоров'я та соціальна допомога — 43,3 %, виробництво — 24,9 %, науковці, спеціалісти, менеджери — 11,0 %, фінанси, страхування та нерухомість — 8,4 %.